# دنیس بائز
دنیس بائز (انگلیسی: Danys Báez؛ زادهٔ ۱۰ سپتامبر ۱۹۷۷) یک بازیکن بیس‌بال اهل کوبا است.